# Грігоре Александреску
Гріго́ре Александре́ску (рум. Grigore Alexandrescu, 22 лютого 1810 — 25 листопада 1885) — румунський поет, один із зачинателів румунської лірики.
Активно виступав за об'єднання румунських князівств.
Патріотична лірика, соціальна сатира, філософські вірші й численні байки Александреску були спрямовані проти феодалізму. У віршах «1840 рік» та «Байках» знайшла відгук боротьба румунського народу проти турецьких поневолювачів.

## Твори
Широко відомі поетичні збірки:
- «Вірші» (рум. Poezii 1842),
- «Роздуми, елегії, послання, сатири та байки» (рум. Meditaţii, elegii, epistole, satire şi fabule 1863).